# Sutera squarrosa
Sutera squarrosa là một loài thực vật có hoa trong họ Huyền sâm. Loài này được Hiern ex Range miêu tả khoa học đầu tiên.